# Sinfonia n. 3 (Nielsen)
La Sinfonia n.3 in re minore,  op. 27 “Espansiva” di Carl Nielsen è una composizione per orchestra scritta nel 1911

## Genesi
Dopo la Seconda Sinfonia, nove anni sarebbero passati per attendere che Carl Nielsen ne portasse a compimento una terza; nel frattempo la sua fama era gradualmente cresciuta al di fuori della Danimarca, soprattutto come compositore sinfonico, ma anche come direttore d’orchestra. Diresse così concerti in vari Paesi scandinavi, e anche nei Paesi Bassi (1912), in Germania (1913), in Inghilterra (si recò a Londra nel 1923), in Francia (a Parigi). Soggiornò anche in Italia, visitando Firenze dove portò a compimento il Concerto per flauto e orchestra. Si dedicò altresì al teatro, ultimando nel 1906 l’opera lirica Maskarade, brillante divertimento/pastiche ispirato a Le nozze di Figaro di Wolfgang Amadeus Mozart che riscosse il vivo apprezzamento di Edvard Grieg.
La Terza Sinfonia fu composta negli anni 1910-11 e rappresenta un’opera importante nell’evoluzione del linguaggio musicale di Nielsen, in quanto segna l’abbandono della forma-sonata tradizionale e il congedo da ogni residuo di pathos romantico, ancora vivo nelle opere del suo contemporaneo Jean Sibelius. Essa fu diretta per la prima volta il 28 febbraio 1912 a Copenaghen dallo stesso autore.

## Struttura
Come nelle precedenti, anche nella Terza Nielsen rimane fedele alla tradizionale ripartizione in quattro movimenti, con i due movimenti estremi in tempo Allegro che incorniciano un Andante meditativo e un Allegretto (posto in luogo del minuetto con trio di stampo classico). Assolutamente personale l’opera si rivela invece laddove la qualità melodica è recuperata e coordinata da Nielsen in uno stile originale, ora acceso di smaltato splendore, ora oscurato da un fatalistico grigiore.
- I. Allegro espansivo

Nel primo movimento (la cui indicazione di tempo dà probabilmente origine al sottotitolo della sinfonia) dominano sentimenti di gioia di vivere, energia, slancio divenuto suono che comunicano in sottofondo uno spostamento di accenti e da cui si può avvertire la tranquilla evoluzione del carattere di Nielsen dall’introversione all’apertura verso il mondo. Colpisce all’ascolto il libero flusso ritmico della musica e la gamma di mezzi orchestrali ampiamente sfruttata con grande sicurezza e maestria.
- II. Andante pastorale

Alla vivacità e al brio del primo movimento fa da contrasto la serena calma del successivo Andante in cui domina il motivo pastorale accennato nell’indicazione di tempo. L’amore e la contemplazione verso la natura non rappresentano qui tuttavia una eco di richiami romantici; nella musica sono presenti anche energia di movimento, effetti sentimentali spaziati e l’amore di Nielsen per il ritmo, oltre al gusto timbrico con cui il musicista danese aggiunge al peso dell’orchestra le voci di un baritono e di un soprano che cantano sopra una vocale quasi come due strumenti solisti in un dialogo concertante.
- III. Allegretto un poco

Nel terzo movimento la quinta dei corni che si ode all’inizio può essere interpretata come un segnale del ritorno e può suonare come una partenza della realtà. Se nella musica di Nielsen si possono ravvisare reminiscenze del paesaggio natale, esse si traducono in sonorità brillanti, in un nuovo spessore polifonico, in spazialità inquiete ed in un ottimistico attivismo che, anche in questo Allegretto, supera e lascia dietro di sé qualsiasi rimembranza di passione romantica.
- IV. Allegro

Il movimento finale è notevole per l’abilità con cui Nielsen si rivela capace di comporre una musica semplicemente seducente nella melodia e di grande sapienza costruttiva sotto il profilo del processo armonico. L’Allegro può essere considerato come un invito alla semplicità rivolto all’ascoltatore, quella semplicità che avrebbe successivamente ispirato Nielsen nella composizione della sua Sesta ed ultima sinfonia.

## Discografia parziale
- BBC Philharmonic Orchestra, John Storgårds (Chandos)
- Danish Radio Symphony Orchestra, John Frandsen (Guild)
- Danish Radio Symphony Orchestra, Thomas Jensen (Danacord)
- Danish Radio Symphony Orchestra, Michael Schønwandt (Alliance)
- Göteborgs Symfoniker, Neeme Järvi (Deutsche Grammophon)
- Janáček Philharmonic Orchestra, Theodore Kuchar (Brilliant Classics)
- London Symphony Orchestra, François Huybrechts (Decca)
- London Symphony Orchestra, Ole Schmidt (Musical Concepts)
- National Symphony Orchestra of Ireland, Adrian Leaper (Naxos)
- Royal Danish Orchestra, Leonard Bernstein (Sony BMG)
- Radio Sinfonie-Orchester Frankfurt, Paavo Järvi (RCA BMG)
- Royal Danish Orchestra, Paavo Berglund (RCA BMG)
- Royal Scottish Orchestra, Bryden Thomson (Chandos)
- San Francisco Symphony Orchestra, Herbert Blomsted (Decca)
- Swedish Radio Symphony Orchestra, Esa-Pekka Salonen (Sony BMG)